# Варданян, Грант Микаелович
Гра́нт Микае́лович Варданя́н (арм. Հրանտ Միքայելի Վարդանյան; 23 января, 1949, Ереван — 20 апреля, 2014, там же) ― армянский предприниматель, меценат, основатель и руководитель «Гранд Холдинга». Заслуженный работник экономики Армении (2009).

## Биография

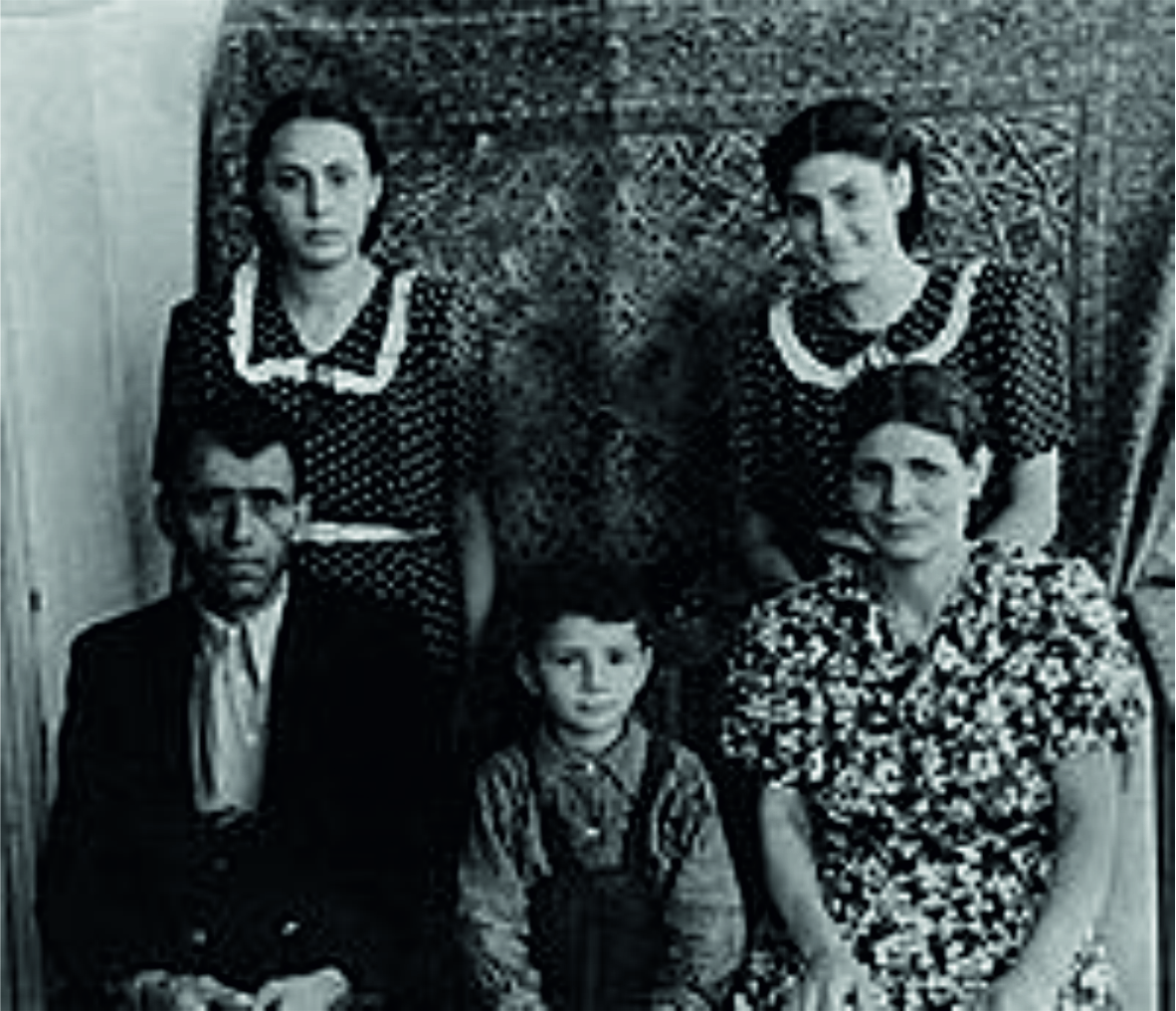
Г. Варданян с родителями и сёстрами, 1954 г.

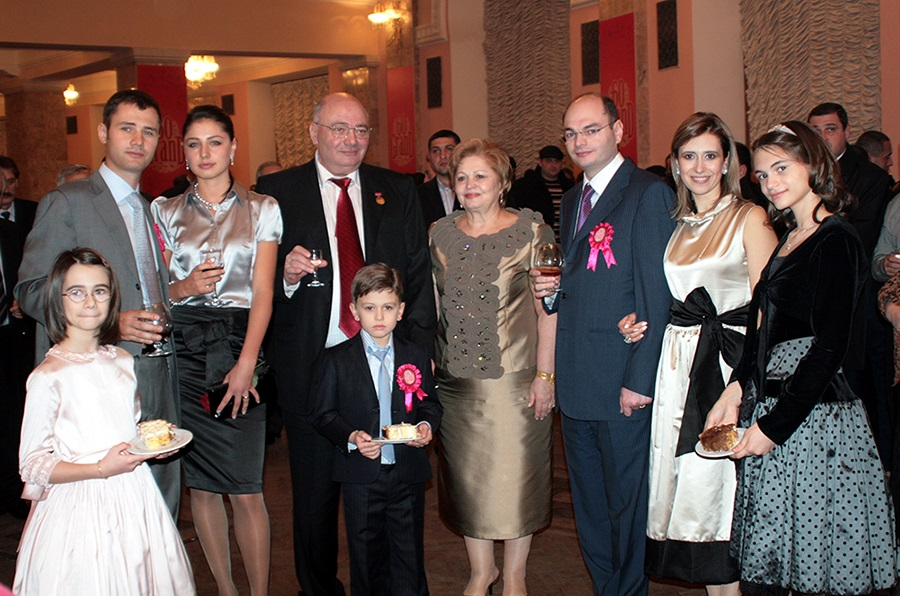
В кругу семьи, 2009 г.

Родился в 23 января 1949 года в Ереване, Армянская ССР, в семье рабочих. С 1956 по 1966 годы учился в ереванской средней школе № 12 имени С. М. Кирова.
С 1968 по 1974 годы обучался специальности инженера пищевой промышленности на механико-машиностроительном факультете Ереванского Политехнического института.
С 1974 года — инженер-технолог на Ереванском экспериментальном табачном комбинате, а с 1984 года — заместитель генерального директора завода .
Беспартийный. Кандидат экономических наук (1990).
В 1992 — 2001 годах Грант Варданян состоял в правлении Национального Олимпийского комитета Армении. В 1998 году основал Федерацию баскетбола Армении и являлся её президентом до 2003 года.
В 2003 — 2014 годах был членом совета попечителей Ереванского государственного инженерного университета.

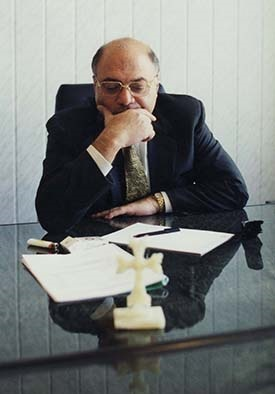
На рабочем месте

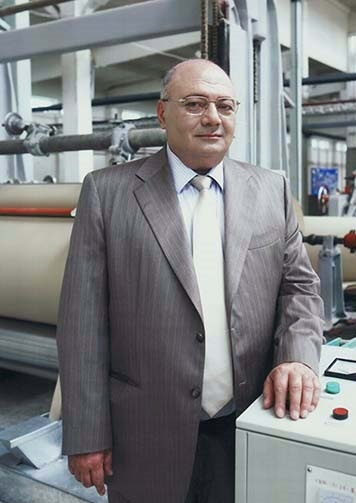
На производстве

Скончался 20 апреля 2014 года, похоронен в Ереванском городском пантеоне.

### Семья
Родители: Шушаник Саргсян и Микаел Варданян. Две сестры — Рима и Роза. До 1915 года дедушка и бабушка проживавшие в селе Хыныс Западной Армении (ныне провинция Эрзрум Турции), были жертвами геноцида армян. В возрасте 7 лет потерял отца.
С будущей женой Зиной Мурузян познакомился в студенческие годы, брак заключили в 1972 году. У Варданяна двое сыновей: Микаел Варданян и Карен Варданян, шестеро внуков - Изабелла, Зина, Грант, Даниел, Марк и Аксел Варданяны.

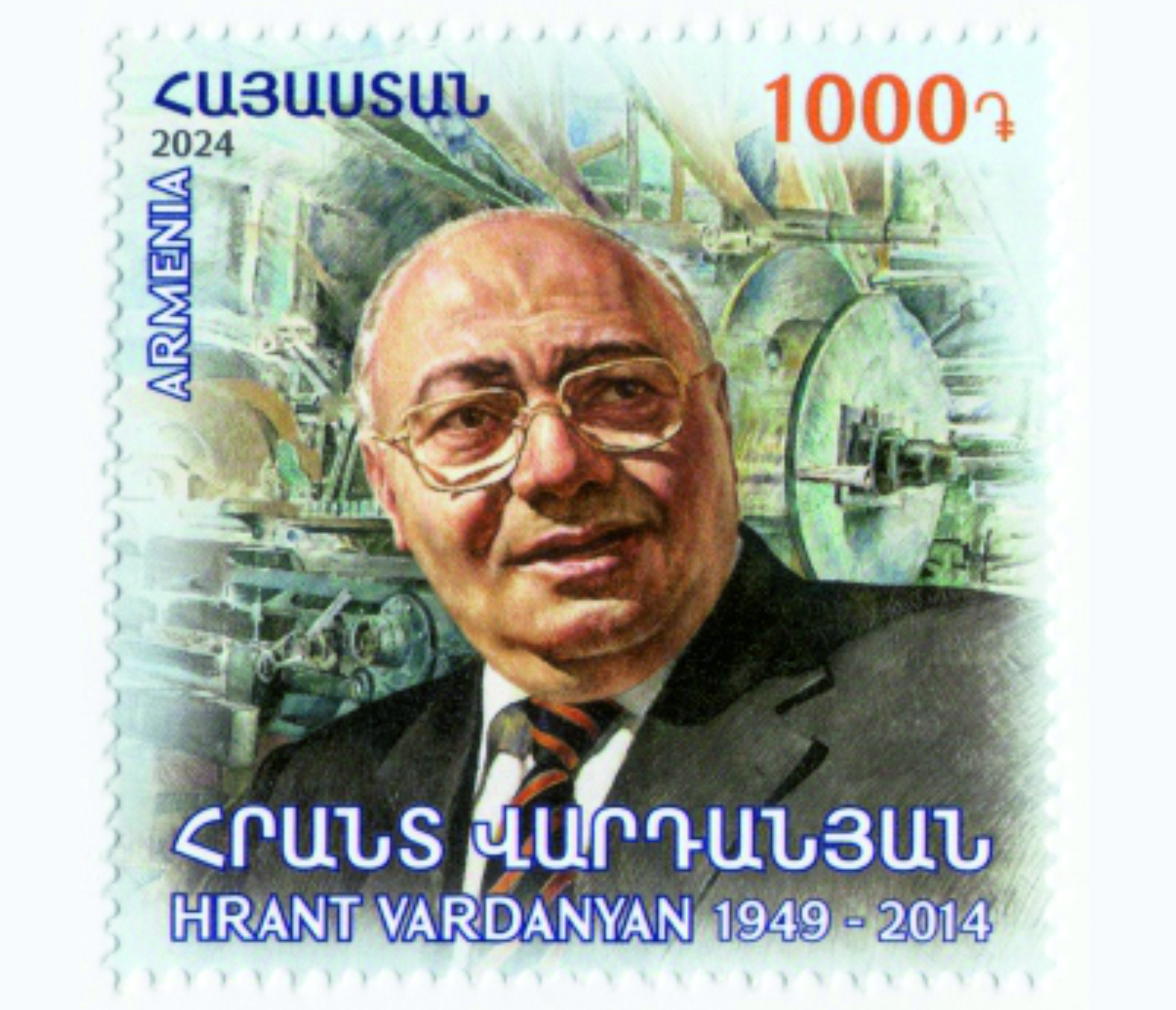
Марка, посвящённая 75-летию со дня рождения Гранта Варданяна, основателя «Гранд Холдинга», 2024г.

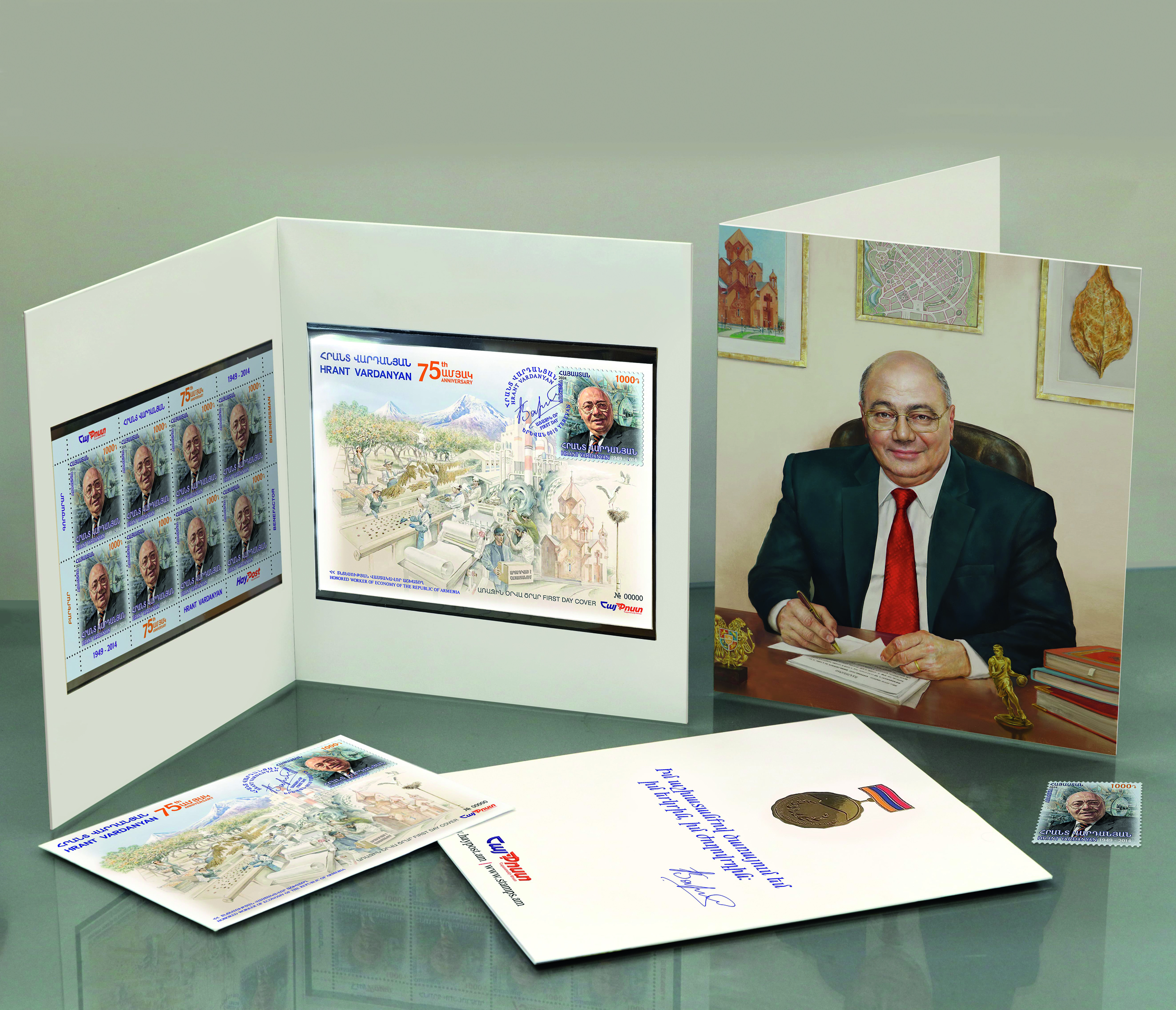
Марка, конверт первого дня и почтовый блок, посвященные Гранту Варданяну, 2024г.

## Бизнес
С 1996 года Грант Варданян занимался предпринимательской деятельностью. Он основал табачные компании «Гранд Тобако» (1997) и «Интернейшнл Масис Табак» (2001), кондитерскую компанию «Гранд Кенди» (2000), а также другие предприятия .
Продукция компаний поставлялется как на внутренний рынок, так и на экспорт. Основанный им «Гранд Холдинг» стал одним из ведущих экспортёров готовой продукции в Армении 
.
По состоянию на 2016 год в «Гранд Холдинге» работало более 7800 человек, а к 2019 году — свыше 9500. К 2014 году несколько десятков тысяч  жителей получили рабочие места благодаря сотрудничеству с компанией в сфере сельского хозяйства, в том числе в приграничных сёлах Армении. Согласно данным за 2016 год, «Гранд Тобако» занимала второе место среди крупнейших налогоплательщиков страны после ЗАО «Газпром Армения». По итогам 2018 года «Гранд Холдинг» занял первое место среди крупнейших налогоплательщиков Армении и лидировал по объёмам экспорта готовой продукции, числу сотрудников и объёму инвестиций .

## Бизнес философия

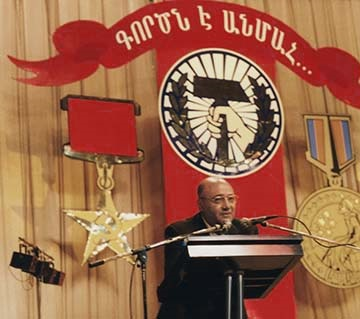
На первомайском празднике

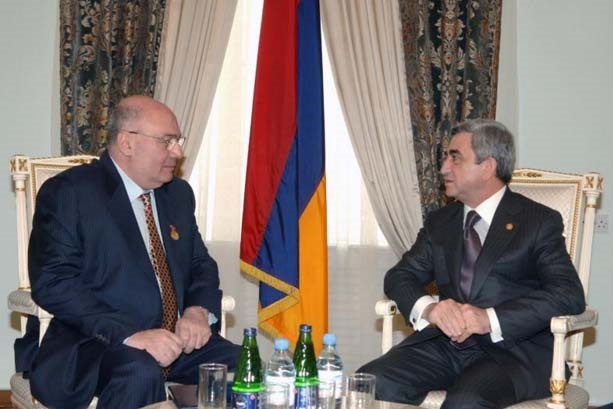
В резиденции президента РА во время награждения, 2009 г.

С 1991 года, в течение первых 6 лет после обретения независимости, когда в стране была массовая безработица, в Армении практически ничего не производилось и всё импортировалось, Грант Варданян, как предприниматель, поставил перед собой задачу возродить и развить отечественное производство. Он первым поверил в то, что Армения обладает необходимым интеллектуальным, кадровым и производственным потенциалом для того, чтобы конкурировать на внутреннем и международном рынках.
Он стал примером для других производителей и своей деятельностью доказал, что, несмотря на массовую безработицу, эмиграцию и блокаду, армянский народ способен не только работать и производить высококачественные товары и достойно жить в своей стране, но и экспортировать свою продукцию и завоёвывать многомиллионные рынки других стран.

## Благотворительность
Спонсировал различные сферы деятельности, в том чисте Ереванский зоопарк, детскую благотворительную телекомпанию «Айреник TV». Выплачивал пенсии Героям Социалистического Труда. Благодаря Г. Варданяну с 2000 г. в Армении возобновилось празднование Международного дня труда. Основал благотворительный фонд «Семья Варданян».  Начал строительство церкви Св. Тадевоса в городе Масис, завершенное его сыновьями. Финансировал строительство в Степанакерте Собора Покрова Святой Божьей Матери.

## Награды
- Медаль Анании Ширакаци, Армения — за заслуги в восстановлении отечественного производства, 22 октября 1999 года [1].
- Звание Заслуженного работника экономики Армения[2][3] (впервые среди награжденных званием[24]) — за многолетний плодотворный труд в области производства, весомый личный вклад в дело развития экономики, 21 января 2009 года.
- Орден «За заслуги перед Отечеством» I-ой степени, Армения— за вклад в развитие экономики страны[25], 19 декабря 2014 года, посмертно.

## Память
- Улица в городе Масис (Армения) названа именем Гранта Варданяна[26]. , 5 февраля 2019 года.
- Улица в Ереване переименована в улицу Гранта Варданяна[21], 22 июня 2021 года.
- Выпущена марка, конверт первого дня и почтовый блок, посвящённые 75-летию со дня рождения Грант Варданяна, основателя «Гранд Холдинга», 30 сентября 2024 года[27].